# 少弐景資
少弐 景資（しょうに かげすけ）は、鎌倉時代中期の武将・御家人。少弐資能の三男。

## 生涯
元寇に際し、大将軍として九州御家人達の指揮にあたり、父の資能や兄の経資と共に蒙古軍と戦った。『八幡愚童訓』によると、文永11年（1274年）の文永の役で、景資は10月20日での博多湾沿岸での戦闘において「日の大将軍」であったと言い、景資ないし彼の郎党が蒙古軍の副司令官の一人（征東左副都元帥）であった劉復亨と思しい人物（流将公）を矢で射止める大功を挙げたと言われている。弘安4年（1281年）の弘安の役にも参陣して奮戦した。
父の資能の死後、兄の経資との間で家督をめぐる争いが起り、弘安8年（1285年）に鎌倉で有力御家人の安達泰盛と内管領の平頼綱とが対立した霜月騒動が起きると、景資は泰盛側に与して泰盛の子で肥後国の守護代・安達盛宗と共に筑前国で挙兵したが、頼綱側に与した兄・経資の追討を受け、居城である岩門城で敗死した（岩門合戦）。享年40。

## 備考
- 竹崎季長の『蒙古襲来絵詞』には、小勢で出陣する季長を大将として見送る景資の姿も描かれている（画像参照）。
- 前述の岩門合戦について、『歴代鎮西志』には「弘安八年乙酉、太宰豊前守盛氏少弐舎弟、始名三郎左衛門景資岩門城に居り、蒙古合戦の功を募り、簒嫡（さんちゃく）の意あり、兵を構え城を修す。都督府司、管内の武士を遣し、岩門を征す。城主死を致す」と記されており、晩年、安達泰盛の偏諱「盛」を受けて盛氏（もりうじ）に改名していたとする説もある[2][3]（『尊卑分脈』には経資の弟に豊前守盛資（もりすけ）を載せる[4]が同人か）。『歴代鎮西志』だけ見ると兄の経資から惣領の座を奪おうとしたことが読み取れるが、系図類では「城殿一所ニ岩門城に於て腹切」（『武藤系図』景資伝）、「岩門城に於て、惣領に対し反逆、城氏同じく討死」（『筑紫系図』）とあって、前述した通り安達盛宗（通称:城次郎）との関係で誅されたことが示唆されている[2]。

## 画像集

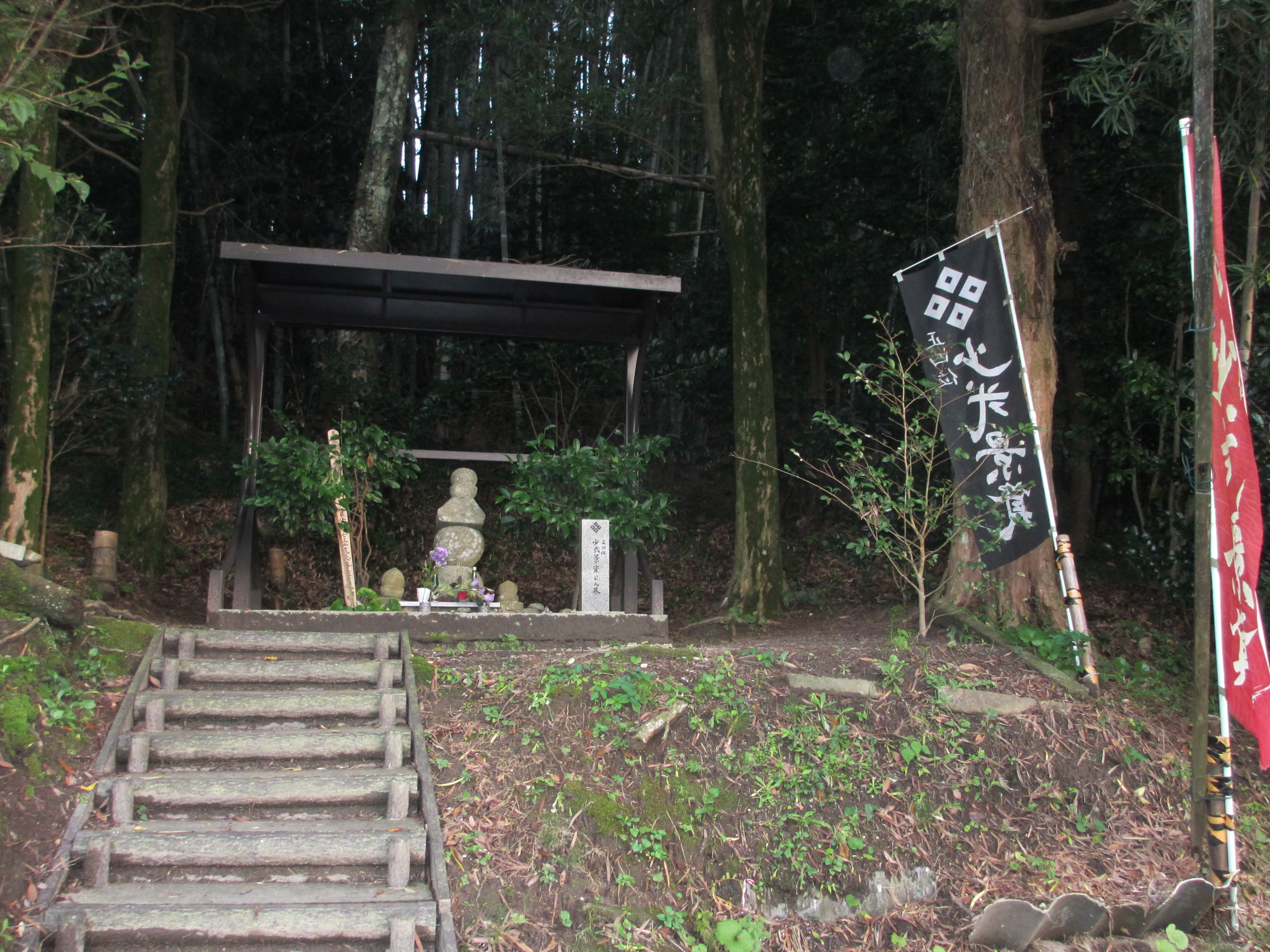
少弐景資公之墓（那珂川市山田475、最寄JR博多南駅かわせみバス安徳台）
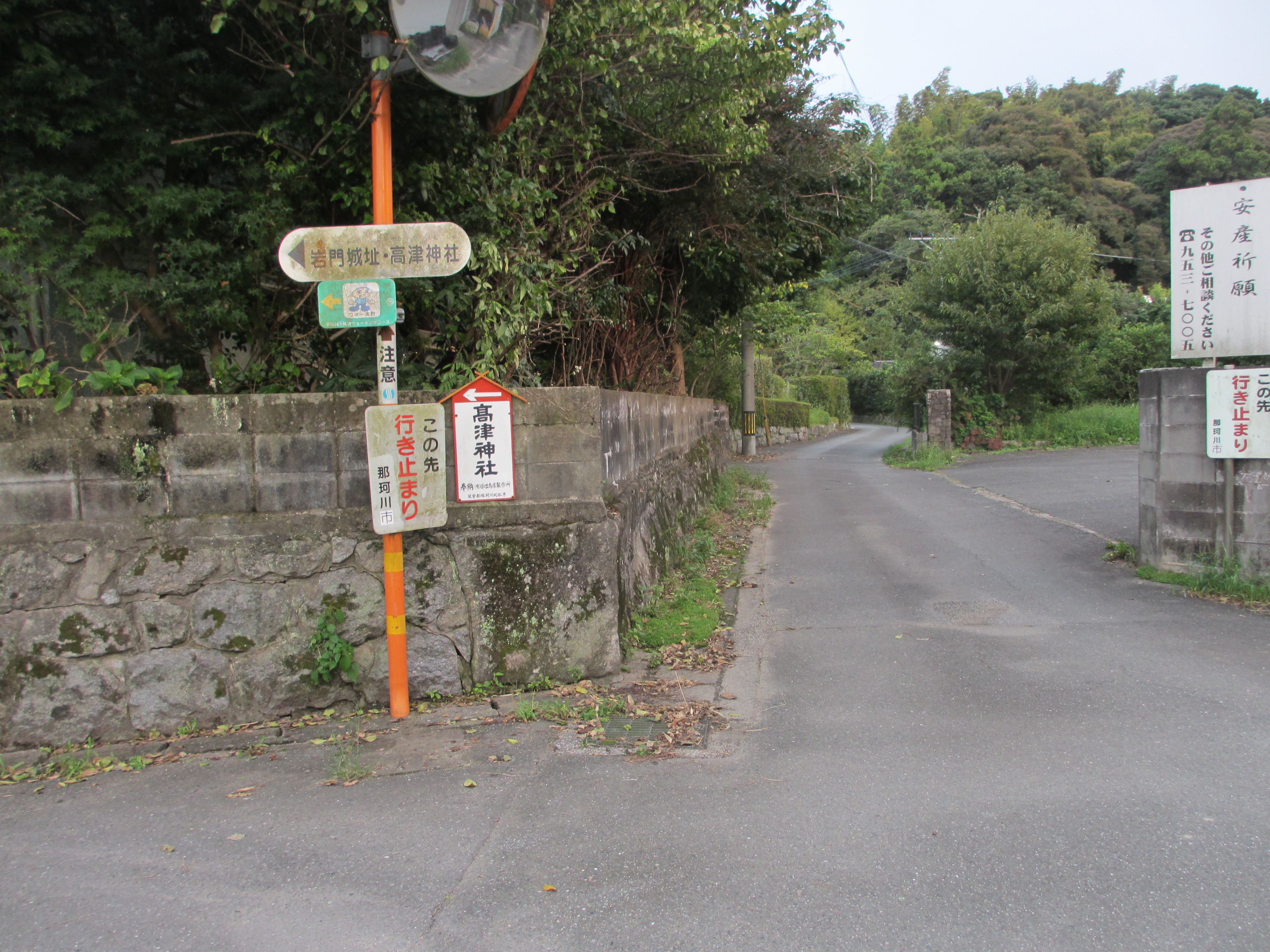
岩門城址・高津神社標識（安徳台停留所から用水沿い裂田溝公園手前山側登り行止り奥）

## 関連作品
- アンゴルモア 元寇合戦記